# Saharidj
Saharidj è un comune dell'Algeria, situato nella provincia di Bouira.